# فلزنشان‌های چنگ‌بال
فلزنشان‌های چنگ‌بال (نام علمی: Lyropteryx) نام یک سرده از تیره فلزنقشیان است. واژۀ Lyro یا Lyre به معنی چنگ و pteryx به معنی بال است.